# 王侠軍
王侠軍（ハインリック・ワン、HEINRICH WANG、1953年5月5日 -）は、インドネシア生まれ、台湾国籍の白磁陶芸家（PORCELAIN ARTIST）。

## 人物
台湾国立故宮博物院に、存命のうちに作品が所蔵された唯一の芸術家である。ヴァチカン市国のヴァチカン美術館、フランスのルーヴル美術館、イギリスのヴィクトリア&アルバート博物館、アメリカ議会図書館、台湾国立歴史博物館、北京故宮博物院、中国歴史博物館にも作品が収められている。

## 略歴
1987年
台湾にて俳優、映画監督、美術指導などの活動を行う。その後渡米しガラスアートの世界に身を転じる。
1993年
北京故宮博物院に作品7点が永久保存される。存命しているアーティストの作品としては史上初となる。
1994年
モダンガラスアートの「tittot co., 琉璃工房」を設立。
1996年
イギリス ロンドンにあるVictoria and Albert MuseumofArts and Craftsに作品『Four Seasons』が収められる。
1999年
北京故宮博物院に20世紀の中国のシンボルとして『Millennium Dragon-Complete fusion』を所蔵する。同作品は台湾国立故宮博物院にも収められている。また、中国にてクリスタルガラス美術館を設立。
2001年
ローマ法王81歳の誕生日を記念した作品が、バチカン美術館に永久所蔵される。
2004年
「Martell Artist of the year」を受賞。新たなる伝統美学の白磁作品を発表する「八方新気」を台湾に設立。
2009年
米国 ワシントンDCの アメリカ議会図書館に作品『Auspicious Dragon』が収められる。また、台湾国立歴史博物館の依頼で『Phoenix's Fantasy』を創作。このシリーズは全て、台湾国立歴史博物館に永久保存される。
2010年
アメリカより台湾人のアーティストとして初めて「Ernst & Young Entrepreneur of the year」 を受賞。
2011年
台北市長Hau Lung Pingが、上海市長Han Zhangに王侠軍の作品を贈呈する。
2012年
フランスのルーブル美術館の第18回無形文化財展覧会に招待され、白磁作品を展示。イタリアのミラノのトリエンナーレデザイン美術館にて台湾より初めてのアーティストとして作品を展示。
2013年
世界で最も影響力のある華人『華人智造者』の50人の一人に選ばれる。
2014年
東京南青山に『ハインリック・ワン 八方新気』日本初店舗をオープンする。